# Press Gang
Press Gang est une série télévisée britannique en 43 épisodes de 25 minutes créée par Bill et Steven Moffat et diffusée du 16 janvier 1989 au 21 mai 1993 sur le réseau ITV1. Elle cible un public d'adolescents et suit le travail d’une rédaction de journaliste-lycéens. La série a remporté un important succès critique au Royaume-Uni pour la qualité de ses dialogues et sa façon réaliste et directe d'aborder des sujets délicats.

## Synopsis
Matt Kerr, journaliste réputé, s'installe à Norbridge pour prendre en main le journal local et décide de lancer une version de ce journal pour les adolescents, la Junior Gazette. L'équipe de rédaction, à qui Kerr laisse une totale liberté, est constituée de lycéens qui sont pour moitié de bons élèves, dont la rédactrice-en-chef Lynda Day, et pour moitié des éléments perturbateurs, notamment Spike Thompson, que le principal oblige à participer.

## Distribution

### Acteurs principaux
- Julia Sawalha : Lynda Day (saisons 1 à 5)
- Dexter Fletcher : James « Spike » Thompson (saisons 1 à 5)
- Kelda Holmes : Sarah Jackson (saisons 1 à 5)
- Paul Reynolds (VF : Mark Lesser) : Colin Matthews (saisons 1 à 5)
- Mmoloki Chrystie : Frazer Davis (saisons 1 à 5)
- Lee Ross : Kenny Phillips (saisons 1 à 3)
- Lucy Benjamin : Julie Craig (saisons 1, 4 et 5)
- Gabrielle Anwar : Sam Black (saison 2)

### Acteurs récurrents
- Joanna Dukes : Toni Tildesley (saisons 1 à 5)
- Clive Wood : Matt Kerr (saisons 1 à 5)
- Andy Crowe : Billy Homer (saisons 1 à 4)
- Nick Stringer : Bill Sullivan (saisons 1 à 4)
- Angela Bruce : Chrissie Stewart (saisons 1 et 2)
- Charlie Creed-Miles : Danny McColl (saison 1)

## Épisodes
| Saison | Saison | Épisodes | Années | Dates de diffusion               |
| ------ | ------ | -------- | ------ | -------------------------------- |
|        | 1      | 12       | 1989   | 16 janvier 1989 – 10 avril 1989  |
|        | 2      | 13       | 1990   | 18 janvier 1990 – 12 avril 1990  |
|        | 3      | 6        | 1991   | 7 mai 1991 – 11 juin 1991        |
|        | 4      | 6        | 1992   | 7 janvier 1992 – 11 février 1992 |
|        | 5      | 6        | 1993   | 16 avril 1993 – 22 mai 1993      |

## Distinctions
Sauf mention contraire, cette liste provient d'informations de l'Internet Movie Database.

### Récompenses
- British Academy Television Awards 1991 : meilleur programme pour la jeunesse
- Royal Television Society Awards 1991 : meilleur programme pour la jeunesse
- Royal Television Society Awards 1993 : meilleure actrice (Julia Sawalha)

### Nominations
- British Academy Television Awards 1992 : meilleur programme pour la jeunesse